# Girolamo Michele Nichesola
Girolamo Michele Nichesola (falecido em agosto de 1566) foi um prelado católico romano que serviu como bispo de Teano (1535–1556).

## Biografia
Girolamo Michele Nichesola foi ordenado sacerdote na Ordem dos Pregadores. No dia 11 de janeiro de 1557, foi nomeado pelo Papa Paulo IV como Bispo de Teano. Serviu como Bispo de Teano até à sua morte em agosto de 1566.